# Giro del Delfinato 1993
Il Giro del Delfinato 1993, quarantacinquesima edizione della corsa, si svolse dal 31 maggio al 7 giugno su un percorso di 1170 km ripartiti in 7 tappe più un cronoprologo, con partenza da Lione e arrivo ad Aix-les-Bains. Fu vinto dallo svizzero Laurent Dufaux della ONCE davanti al colombiano Oliverio Rincón e al francese Éric Boyer.

## Tappe
| Tappa  | Data      | Percorso                                          | km    | Vincitore di tappa      | Leader cl. generale     |
| ------ | --------- | ------------------------------------------------- | ----- | ----------------------- | ----------------------- |
| Prol.  | 31 maggio | Lione > Lione (cron. individuale)                 | 4     | Raúl Alcalá             | Raúl Alcalá             |
| 1ª     | 1º giugno | Charbonnières-les-Bains > Guilherand-Granges      | 188   | Frédéric Moncassin      | Raúl Alcalá             |
| 2ª     | 2 giugno  | Guilherand-Granges > Saint-Étienne                | 162,5 | Gilbert Duclos-Lassalle | Gilbert Duclos-Lassalle |
| 3ª     | 3 giugno  | Saint-Étienne > Saint-Étienne (cron. individuale) | 43,5  | Raúl Alcalá             | Raúl Alcalá             |
| 4ª     | 4 giugno  | Vienne > Bonneville                               | 218,5 | Eddy Bouwmans           | Raúl Alcalá             |
| 5ª     | 5 giugno  | Bonneville > Grenoble                             | 191   | Laurent Dufaux          | Laurent Dufaux          |
| 6ª     | 6 giugno  | Grenoble > Bourg-Saint-Maurice                    | 200   | Oliverio Rincón         | Laurent Dufaux          |
| 7ª     | 7 giugno  | Bourg-Saint-Maurice > Aix-les-Bains               | 140   | Cezary Zamana           | Laurent Dufaux          |
| Totale | Totale    | Totale                                            | 1170  |                         |                         |

## Dettagli delle tappe

### Prologo
- 31 maggio: Lione > Lione (cron. individuale) – 4 km

| Pos. | Corridore       | Squadra     | Tempo |
| ---- | --------------- | ----------- | ----- |
| 1    | Raúl Alcalá     | Wordperfect | 4'39" |
| 2    | Jacky Durand    | Castorama   | a 4"  |
| 3    | Bruno Boscardin | Gatorade    | a 6"  |

| Pos. | Corridore       | Squadra     | Tempo |
| ---- | --------------- | ----------- | ----- |
| 1    | Raúl Alcalá     | Wordperfect | 4'39" |
| 2    | Jacky Durand    | Castorama   | a 4"  |
| 3    | Bruno Boscardin | Gatorade    | a 6"  |

### 1ª tappa
- 1º giugno: Charbonnières-les-Bains > Guilherand-Granges – 188 km

| Pos. | Corridore          | Squadra     | Tempo    |
| ---- | ------------------ | ----------- | -------- |
| 1    | Frédéric Moncassin | Wordperfect | 5h11'54" |
| 2    | Raimund Lehner     | Subaru      | s.t.     |
| 3    | Thomas Davy        | Castorama   | s.t.     |

| Pos. | Corridore       | Squadra     | Tempo    |
| ---- | --------------- | ----------- | -------- |
| 1    | Raúl Alcalá     | Wordperfect | 5h16'33" |
| 2    | Jacky Durand    | Castorama   | a 4"     |
| 3    | Bruno Boscardin | Gatorade    | a 6"     |

### 2ª tappa
- 2 giugno: Guilherand-Granges > Saint-Étienne – 162,5 km

| Pos. | Corridore               | Squadra | Tempo    |
| ---- | ----------------------- | ------- | -------- |
| 1    | Gilbert Duclos-Lassalle | Gan     | 4h31'29" |
| 2    | Johnny Weltz            | ONCE    | s.t.     |
| 3    | Martin Earley           | Festina | a 4"     |

| Pos. | Corridore               | Squadra     | Tempo    |
| ---- | ----------------------- | ----------- | -------- |
| 1    | Gilbert Duclos-Lassalle | Gan         | 9h48'14" |
| 2    | Johnny Weltz            | ONCE        | a 2"     |
| 3    | Raúl Alcalá             | Wordperfect | a 6"     |

### 3ª tappa
- 3 giugno: Saint-Étienne > Saint-Étienne (cron. individuale) – 43,5 km

| Pos. | Corridore      | Squadra     | Tempo   |
| ---- | -------------- | ----------- | ------- |
| 1    | Raúl Alcalá    | Wordperfect | 58'14"  |
| 2    | Laurent Dufaux | ONCE        | a 35"   |
| 3    | François Simon | Castorama   | a 1'27" |

| Pos. | Corridore      | Squadra     | Tempo     |
| ---- | -------------- | ----------- | --------- |
| 1    | Raúl Alcalá    | Wordperfect | 10h46'34" |
| 2    | Laurent Dufaux | ONCE        | a 45"     |
| 3    | François Simon | Castorama   | a 1'39"   |

### 4ª tappa
- 4 giugno: Vienne > Bonneville – 218,5 km

| Pos. | Corridore         | Squadra  | Tempo    |
| ---- | ----------------- | -------- | -------- |
| 1    | Eddy Bouwmans     | Novemail | 6h01'19" |
| 2    | Laurent Dufaux    | ONCE     | s.t.     |
| 3    | Bo Andre Namtvedt | Subaru   | s.t.     |

| Pos. | Corridore      | Squadra     | Tempo     |
| ---- | -------------- | ----------- | --------- |
| 1    | Raúl Alcalá    | Wordperfect | 16h47'53" |
| 2    | Laurent Dufaux | ONCE        | a 45"     |
| 3    | Andrea Peron   | Gatorade    | a 2'25"   |

### 5ª tappa
- 5 giugno: Bonneville > Grenoble – 191 km

| Pos. | Corridore           | Squadra | Tempo    |
| ---- | ------------------- | ------- | -------- |
| 1    | Laurent Dufaux      | ONCE    | 5h20'08" |
| 2    | Richard Virenque    | Festina | a 9"     |
| 3    | Thierry Claveyrolat | Gan     | a 22"    |

| Pos. | Corridore      | Squadra | Tempo     |
| ---- | -------------- | ------- | --------- |
| 1    | Laurent Dufaux | ONCE    | 22h08'46" |

### 6ª tappa
- 6 giugno: Grenoble > Bourg-Saint-Maurice – 200 km

| Pos. | Corridore           | Squadra | Tempo    |
| ---- | ------------------- | ------- | -------- |
| 1    | Oliverio Rincón     | Amaya   | 6h20'38" |
| 2    | Jean-Philippe Dojwa | Festina | a 38"    |
| 3    | Laurent Dufaux      | ONCE    | s.t.     |

| Pos. | Corridore       | Squadra | Tempo     |
| ---- | --------------- | ------- | --------- |
| 1    | Laurent Dufaux  | ONCE    | 28h30'02" |
| 2    | Oliverio Rincón | Amaya   | a 3'00"   |
| 3    | Éric Boyer      | Gan     | a 5'25"   |

### 7ª tappa
- 7 giugno: Bourg-Saint-Maurice > Aix-les-Bains – 140 km

| Pos. | Corridore              | Squadra  | Tempo    |
| ---- | ---------------------- | -------- | -------- |
| 1    | Cezary Zamana          | Subaru   | 3h41'29" |
| 2    | Antonio Martín Velasco | Amaya    | s.t.     |
| 3    | Bruno Boscardin        | Gatorade | s.t.     |

| Pos. | Corridore       | Squadra | Tempo     |
| ---- | --------------- | ------- | --------- |
| 1    | Laurent Dufaux  | ONCE    | 32h11'31" |
| 2    | Oliverio Rincón | Amaya   | a 3'00"   |
| 3    | Éric Boyer      | Gan     | a 5'25"   |

## Classifiche finali

### Classifica generale
| Pos. | Corridore           | Squadra           | Tempo     |
| ---- | ------------------- | ----------------- | --------- |
| 1    | Laurent Dufaux      | ONCE              | 32h11'31" |
| 2    | Oliverio Rincón     | Amaya Seguros     | a 3'00"   |
| 3    | Éric Boyer          | Gan               | a 5'25"   |
| 4    | Jean-Philippe Dojwa | Festina           | a 6'19"   |
| 5    | Richard Virenque    | Festina           | a 13'16"  |
| 6    | Éric Caritoux       | Chazal-Vetta-MBK  | a 13'32"  |
| 7    | Thierry Claveyrolat | Gan               | a 13'36"  |
| 8    | Raúl Alcalá         | Wordperfect       | a 15'22"  |
| 9    | Miguel Arroyo       | Subaru-Montgomery | a 16'27"  |
| 10   | Joaquim Gomes       | Recer-Boavista    | a 20'12"  |